# Olympische Sommerspiele 1900/Teilnehmer (Vereinigte Staaten)
| Silbermedaillen | Bronzemedaillen | 3. |
| --------------- | --------------- | -- |
| 19              | 14              | 14 |

Die Vereinigten Staaten von Amerika nahmen an den Olympischen Sommerspielen 1900 in Paris, Frankreich, mit einer Delegation von 75 Sportlern teil.

## Medaillengewinner

### Olympiasieger
| Name | Sportart       | Wettkampf                                            |
| --- | -------------- | ---------------------------------------------------- |
| Margaret Abbott | Golf           | Einzel                                               |
| Irving Baxter | Leichtathletik | Hochsprung und Stabhochsprung                        |
| Ray Ewry | Leichtathletik | Standhochsprung, Standweitsprung und Standdreisprung |
| John Flanagan | Leichtathletik | Hammerwurf                                           |
| Frank Jarvis | Leichtathletik | 100 m                                                |
| Alvin Kraenzlein | Leichtathletik | 60 m, 110 m Hürden, 200 m Hürden, und Weitsprung     |
| Maxie Long | Leichtathletik | 400 m                                                |
| Meyer Prinstein | Leichtathletik | Dreisprung                                           |
| Charles Sands | Golf           | Einzel                                               |
| Richard Sheldon | Leichtathletik | Kugelstoßen                                          |
| Walter Tewksbury | Leichtathletik | 200 m und 400 m Hürden                               |
| Louis Abell, William Carr, Harry DeBaecke, John Exley, John Geiger, Edwin Hedley, James Juvenal, Roscoe Lockwood, Edward Marsh (Steuermann) | Rudern         | Achter                                               |

### Bronze
| Name             | Sportart       | Wettkampf                                             |
| ---------------- | -------------- | ----------------------------------------------------- |
| Irving Baxter    | Leichtathletik | Standhochsprung, Standweitsprung und Standdreisprung, |
| Meredith Colket  | Leichtathletik | Stabhochsprung                                        |
| James Connolly   | Leichtathletik | Dreisprung                                            |
| John Cregan      | Leichtathletik | 800 m                                                 |
| Truxtun Hare     | Leichtathletik | Hammerwurf                                            |
| William Holland  | Leichtathletik | 400 m                                                 |
| Josiah McCracken | Leichtathletik | Kugelstoßen                                           |
| John McLean      | Leichtathletik | 110 m Hürden                                          |
| Meyer Prinstein  | Leichtathletik | Weitsprung                                            |
| Walter Tewksbury | Leichtathletik | 60 m und 100 m                                        |
| Pauline Whittier | Golf           | Einzel                                                |

### 3. Platz
| Name              | Sportart       | Wettkampf                       |
| ----------------- | -------------- | ------------------------------- |
| John Bray         | Leichtathletik | 1500 m                          |
| Robert Garrett    | Leichtathletik | Standdreisprung und Kugelstoßen |
| David Hall        | Leichtathletik | 800 m                           |
| Marion Jones      | Tennis         | Einzel                          |
| H. MacHenry       | Segeln         | 3 bis 10 Tonnen                 |
| Josiah McCracken  | Leichtathletik | Hammerwurf                      |
| Frederick Moloney | Leichtathletik | 110 m Hürden                    |
| Daria Pratt       | Golf           | Einzel                          |
| Lewis Sheldon     | Leichtathletik | Dreisprung und Standhochsprung  |
| Lewis Sheldon     | Leichtathletik | Diskuswurf                      |
| Walter Tewksbury  | Leichtathletik | 200 m Hürden                    |

## Teilnehmer nach Sportarten

### Fechten
- Otto Bruno Schoenfeld
Säbel für Fechtmeister: unbekannt

- F. Weill
Fechten für Amateure: unbekannt

### Golf
- Margaret Abbott
Frauen, 9 Löcher: Olympiasiegerin

- Mary Abbott
Frauen, 9 Löcher: Siebte

- Albert Bond Lambert
Männer, 36 Löcher: Achter

- Daria Pratt
Frauen, 9 Löcher: Dritte

- Ellen Ridgway
Frauen, 9 Löcher: Fünfte

- Charles Sands
Männer, 36 Löcher: Olympiasieger

- Frederick Winslow Taylor
Männer, 36 Löcher: Vierter

- Pauline Whittier
Frauen, 9 Löcher: Zweite

### Leichtathletik
- Irving Baxter
Hochsprung: Olympiasieger 
Stabhochsprung: Olympiasieger 
Standweitsprung: Zweiter 
Standdreisprung: Zweiter 
Standhochsprung: Zweiter

- Dixon Boardman
100 Meter: Halbfinale
400 Meter: Vorlauf

- John Bray
800 Meter: Sechster
1500 Meter: Dritter

- Charles Burroughs
100 Meter: Hoffnungslauf

- Edward Bushnell
800 Meter: Vorlauf

- John Cregan
800 Meter: Zweiter

- James Connolly
Dreisprung: Zweiter

- Meredith Colker
Stabhochsprung: Zweiter

- Arthur Drumheller
400 Meter: Vierter
800 Meter: Vorlauf

- Arthur Duffey
100 Meter: Vierter

- Ray Ewry
Standweitsprung: Olympiasieger 
Standdreisprung: Olympiasieger 
Standhochsprung: Olympiasieger

- John Flanagan
Diskuswurf: Siebter
Hammerwurf: Olympiasieger

- Robert Garrett
Standdreisprung: Dritter
Kugelstoßen: Dritter
Diskuswurf: Qualifikation

- Alex Grant
800 Meter: Vorlauf
4000 Meter Hindernis: DNF
Marathon: Sechster

- David Hall
800 Meter: Dritter
1500 Meter: Vierter

- Truxtun Hare
Kugelstoßen: Achter
Diskuswurf: Qualifikation
Hammerwurf: Zweiter

- Howard Hayes
800 Meter: Vorlauf

- William Holland
60 Meter: Vorlauf
200 Meter: Vierter
400 Meter: Zweiter

- Daniel Horton
Dreisprung: Qualifikation
Standdreisprung: Qualifikation

- Frank Jarvis
100 Meter: Olympiasieger 
Dreisprung: Qualifikation
Standdreisprung: Qualifikation

- Alvin Kraenzlein
60 Meter: Olympiasieger 
110 Meter Hürden: Olympiasieger 
200 Meter Hürden: Olympiasieger 
Weitsprung: Olympiasieger

- Harry Lee
400 Meter: Vorlauf

- Clark Leiblee
100 Meter: Hoffnungslauf

- William Lewis
110 Meter Hürden: Vorlauf
200 Meter Hürden: Vorlauf

- Maxie Long
400 Meter: Olympiasieger

- Harvey Lord
400 Meter: Vorlauf
800 Meter: Vorlauf

- Thaddeus McClain
100 Meter: Hoffnungslauf
200 Meter Hürden: Vorlauf
4000 Meter Hindernis: DNF
Weitsprung: Siebter

- Josiah McCracken
Kugelstoßen: Zweiter 
Diskuswurf: Zehnter
Hammerwurf: Dritter

- John McLean
110 Meter Hürden: Zweiter 
200 Meter Hürden: Zweiter 
Weitsprung: Sechster
Dreisprung: Qualifikation
Standdreisprung: Qualifikation

- Edward Mechling
800 Meter: Vorlauf

- Edmund Minahan
60 Meter: Vierter
100 Meter: Halbfinale

- Frederick Moloney
100 Meter: Hoffnungslauf
110 Meter Hürden: Vorlauf
200 Meter Hürden: Vorlauf

- William Moloney
400 Meter: Vorlauf

- Arthur Newton
2500 Meter Hindernis: Vierter
Marathon: Fünfter

- Meyer Prinstein
Weitsprung: Zweiter 
Dreisprung: Olympiasieger

- William Remington
110 Meter Hürden: Vorlauf
200 Meter Hürden: Vorlauf
Weitsprung: Vierter

- Lewis Sheldon
Dreisprung: Dritter
Standweitsprung: Vierter
Standdreisprung: Vierter
Standhochsprung: Dritter

- Richard Sheldon
Kugelstoßen: Olympiasieger 
Diskuswurf: Dritter

- Justus Scrafford
800 Meter: Vorlauf

- Henry Slack
100 Meter: Vorlauf
400 Meter: Vorlauf

- Harrison Smith
800 Meter: Vorlauf

- Walter Tewksbury
60 Meter: Zweiter 
100 Meter: Zweiter 
200 Meter: Olympiasieger 
400 Meter Hürden: Olympiasieger

### Radsport
- John Henry Lake
2000 Meter Sprint: Olympiasieger 
25 Kilometer: DNF

### Reiten
- Hermann John Mandl
Jagdspringen: unbekannt
Hochspringen: unbekannt
Weitspringen: unbekannt

### Rudern
- William Carr, Harry DeBaecke, John Exley, John Geiger, Edwin Hedley, James Juvenal, Roscoe Lockwood, Edward Marsh, Louis Abell
Achter: Olympiasieger

### Schwimmen
- Fred Hendschel
200 Meter Freistil: 18.
200 Meter Hindernis: Zwölfter
- William Tuttle
200 Meter Freistil: DNS
200 Meter Hindernis: DNS

### Segeln
- H. MacHenry
3 bis 10 Tonnen, 1. Wettfahrt: Siebter
3 bis 10 Tonnen, 2. Wettfahrt: Dritter
Gemeinsame Wettfahrt: DNF

- Harry Van Bergen
über 20 Tonnen: Dritter

### Tennis
- Basil Spalding de Garmendia
Männer, Einzel: Fünfter

- Georgina Jones
Frauen, Einzel: Fünfter
Mixed: Fünfter

- Marion Jones
Frauen, Einzel: Dritter

- Charles Sands
Männer, Einzel: Achter
Mixed: Fünfter

- Charles Voigt
Männer, Einzel: Achter